# Lacaille 9352
Lacaille 9352 (Lac 9352) ist ein Stern im Sternbild Piscis Austrinus. Mit einer scheinbaren Helligkeit von 7,34 mag leuchtet der Stern zu schwach, um mit bloßem Auge gesehen zu werden. Lacaille 9352 ist 3,3 Parsec von der Erde entfernt und gehört damit zu den nächstgelegenen Sternen der Sonne.

## Eigenschaften
Mit 6,9 Bogensekunden pro Jahr hat der Stern die vierthöchste bekannte Eigenbewegung. Die Raumgeschwindigkeits-Komponenten des Sterns sind (U, V, W) = (–93,9, –14,1, –51,4) km/s.
Lacaille 9352 ist ein Roter Zwerg der Spektralklasse M0.5. Lacaille 9352 war der erste Rote Zwerg, bei dem der Winkeldurchmesser gemessen wurde, wobei der physikalische Durchmesser ungefähr 46 % des Radius der Sonne betrug. Der Stern hat ungefähr die Hälfte der Sonnenmasse und eine Effektivtemperatur von rund 3700 K.

## Planetensystem
Mit Hilfe des HARPS-Spektrographen an der Europäischen Südsternwarte gelang es Wissenschaftlern des RedDots-Astronomenteams, unter Leitung der der Universität Göttingen, im Jahr 2020 ein Planetensystem um Lacaille 9352 zu entdecken. Mit Hilfe der Radialgeschwindigkeitsmethode wiesen sie zwei Planeten, Gliese 887b und Gliese 887c, mit Umlaufbahnen von nur 9,3 bzw. 21,8 Tagen nach. Beide Planeten liegen innerhalb der habitablen Zone und der Stern ist wenig aktiv, daher könnte es sein, dass beide Planeten ihre Atmosphäre behalten haben und möglicherweise Leben beherbergen. Da die Helligkeit des Sterns relativ konstant ist, macht es dies außerdem einfach die Atmosphären des Super-Erden-Systems zu erkennen. Dieser Fakt macht es zu einem Hauptziel für das James Webb Space Telescope, einem Nachfolger des Hubble-Teleskops.